# Третья книга Маккавейская
Третья Маккавейская книга — в православии ветхозаветная библейская книга, отсутствующая в еврейской Библии (Танахе) и не входящая в Ветхий Завет в католицизме и протестантизме. В Русской православной церкви относится к неканоническим книгам.
Книга написана на древнегреческом языке и сохранилась в Александрийском кодексе Септуагинты. Время написания книги, предположительно, относится ко II веку до н. э.
Книга имеет общую тему с двумя первыми Маккавейскими книгами — преследование еврейского народа языческими царями, однако описываемые в ней события относятся к более раннему времени (221—204 гг. до н. э.) и другой местности (Египту). Состоит из семи глав. Автор этой книги неизвестен.

## Содержание
В тексте описываются преимущественно гонения на палестинских евреев от египетского царя Птоломея IV Филопатора (III век до н. э.) и подвиги евреев.